# Старогребенщиково
Старогребенщиково (рос. Старогребенщиково) — присілок у Куйбишевському районі Новосибірської області Російської Федерації.
Входить до складу муніципального утворення Абрамовська сільрада. Населення становить 113 осіб (2010).

## Історія
Згідно із законом від 2 червня 2004 року органом місцевого самоврядування є Абрамовська сільрада.

## Населення
| 1926 | 2002 | 2007 | 2010 |
| ---- | ---- | ---- | ---- |
| 375  | ↘121 | ↘92  | ↗113 |